# Colazione in riva al fiume
Colazione in riva al fiume è un dipinto del pittore francese Pierre-Auguste Renoir, realizzato intorno al 1879 e conservato al The Art Institute di Chicago.

## Descrizione

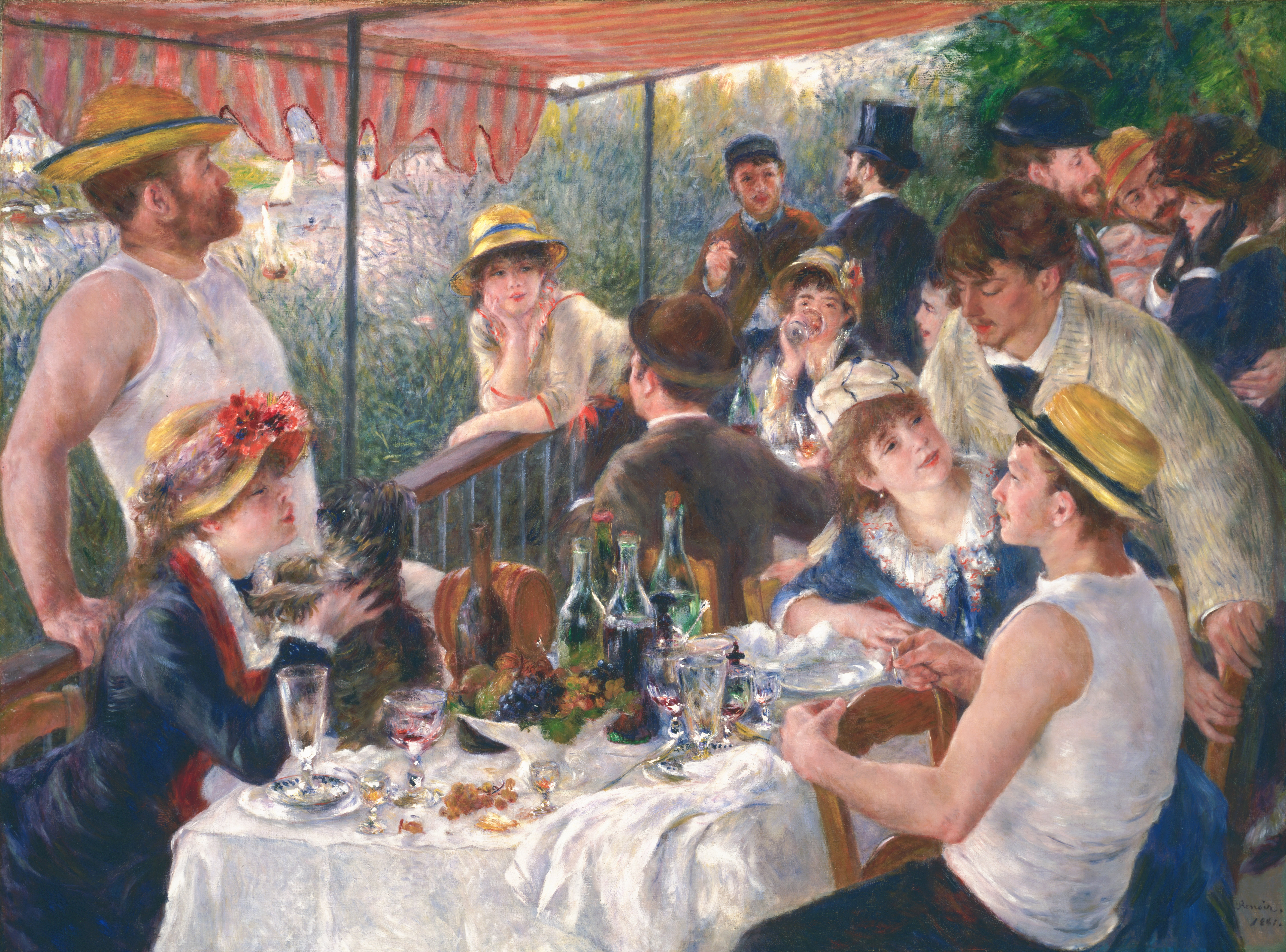
Pierre-Auguste Renoir, La colazione dei canottieri (1881); olio su tela, 129,5×172,7 cm, Phillips Collection, Washington

L'opera si può considerare come una versione embrionale de La colazione dei canottieri, quadro eseguito nel 1880-1882 con il quale presenta decise tangenze tematiche. La scena raffigurata nella Colazione in riva al fiume è ambientata nella veranda aperta di un locale sulla riva della Senna, dove due uomini e una donna hanno appena finito di mangiare assieme (il tavolino, infatti, è ancora ingombro dei resti del pasto). I due uomini vestono magliette bianche alla marinara: sono quindi canottieri, e probabilmente si stanno concedendo il meritato riposo dopo la faticosa mattinata trascorsa a vogare canoe. Renoir dà un'attenta e divertita descrizione della psicologia del gruppo: mentre gli uomini hanno un atteggiamento spontaneo e espansivo, la donna sembra essere più composta e rigida, con la schiena staccata dalla sedia e lo sguardo abbassato verso lo specchio d'acqua, rivolto verso le altre barche.
La costruzione prospettica del dipinto è affidata al pergolato, il quale traccia una sorta di «scatola» nella quale sono racchiusi i vari personaggi. L'unico elemento non imprigionato dalla ristretta visione del reticolo prospettico è costituito dall'apertura al centro del pergolato. Il soggetto è colto en plein air, dove si verificano le condizioni ideali per soddisfare la sensibilità luministica del pittore: Renoir, infatti, si diverte a descrivere con rara maestria la luce che, penetrando il reticolo ligneo del pergolato e l'intreccio delle piante rampicanti, si imprime sui corpi dei vari soggetti e ne determina le qualità cromatiche. I colori locali vengono stravolti, anche se le insolite sfumature cromatiche che si vengono a creare sono in pieno accordo con le leggi dell'ottica e dei meccanismi della visione, che pure sostenevano come un colore non esista di per sé ma in rapporto agli altri colori che ha vicino e intorno. Nel trattamento luministico così differenziato delle varie parti, inoltre, Renoir ci dà un'ulteriore prova del suo virtuosismo: la luce interna al pergolato, infatti, è delicata e densa di colori, mentre quella esterna è fulgida, quasi incandescente.